# Henri Coudray
Henri Coudray SJ (* 22. Juli 1942 in Le Pont-de-Beauvoisin) ist ein französischer römisch-katholischer Ordensgeistlicher und emeritierter Apostolischer Vikar von Mongo.

## Leben
Henri Coudray trat der Ordensgemeinschaft der Jesuiten bei, empfing am 30. Juni 1973 die Priesterweihe und legte die feierliche Profess am 2. März 1980 ab. 
Papst Johannes Paul II. ernannte ihn am 1. Dezember 2001 zum Apostolischen Präfekten von Mongo. Papst Benedikt XVI. ernannte ihn am 3. Juni 2009 zum Apostolischen Vikar von Mongo und Titularbischof von Silli. Die Bischofsweihe spendete ihm der Erzbischof von N’Djaména, Matthias N’Gartéri Mayadi, am 29. November desselben Jahres; Mitkonsekratoren waren Charles Louis Joseph Vandame SJ, Alterzbischof von N’Djaména, und Edmond Jitangar, Bischof von Sarh.
Am 14. Dezember 2020 nahm Papst Franziskus das von Henri Coudray aus Altersgründen vorgebrachte Rücktrittsgesuch an.